# Trochocarpa gunnii
Trochocarpa gunnii är en ljungväxtart som först beskrevs av J. D. Hook., och fick sitt nu gällande namn av George Bentham. Trochocarpa gunnii ingår i släktet Trochocarpa och familjen ljungväxter. Inga underarter finns listade i Catalogue of Life.